# شارمين شيه
شارمين شيه هي ممثلة من هونغ كونغ ولدت في 28 مايو 1975.

## وصلات خارجية
- شارمين شيه على موقع IMDb (الإنجليزية)
- شارمين شيه على موقع ميوزك برينز (الإنجليزية)
- شارمين شيه على موقع قاعدة بيانات الفيلم (الإنجليزية)
- شارمين شيه على موقع كينوبويسك (الروسية)